# Mendenitsa
Mendenitsa (grec: Μενδενίτσα), antigament anomenada Bodonitsa (grec: Βοδονίτσα), és una localitat de 243 habitants situada a la unitat perifèrica de la Ftiòtida, a la regió de la Grècia Central.
A l'edat mitjana, Bodonitsa fou una fortalesa creada després de 1204, que fou capital del marquesat de Bodonitza (1204-1414). El castell fou aixecat sobre l'estructura de l'antiga acròpolis de Fariges.
Bodonitsa era situada a tres hores i mitja a cavall de les Termòpiles i a una hora i mitja del cim del pas que porta a través de les muntanyes fins a Dadí, al peu del Parnàs. El castell era visible durant més d'una hora venint de les Termòpiles, i era situat en un turó que domina la vall. De dalt del castell es podia veure la mar del golf Malíac i la ciutat de Stilida, on desaigua el riu Zituni, que donà nom a la ciutat de Làmia, antigament Zituni; la visió arribava fins al golf de Volos, i es podien veure en la llunyania les siluetes de les illes d'Escíatos i Escòpelos que van passar a mans dels Ghisi (encara que més tard, conquerides per Licari, van retornar a l'Imperi Romà d'Orient). Més a prop era la costa nord de l'illa de Negrepont i la petita illa de Panea, entre Eubea i terra ferma, destinada a ser una de les darreres restes del poder italià en aquesta part de Grècia; cap embarcació pirata es podia acostar pel Canal d'Atalante sense ser albirada. Per la part interior, les muntanyes li oferien protecció; el llit d'un torrent la protegia encara per un dels costats.
Inicialment sembla que Làmia va fer part del territori del marquesat que anava de les muntanyes darrere el castell fins a la mar, a l'est, i fins al riu Làmia al nord. Hi havia un port anomenat la Scala de Bodonitsa per on arribaven tots els subministraments. A l'est i sud feia frontera amb territori concedit als de la Roche que després fou el ducat d'Atenes, però el marquesat no depenia feudalment d'aquest ducat.